# Улица Леси Украинки (Москва)
У́лица Ле́си Украи́нки (название утверждено 11 августа 1962 года) — улица в Москве, на территории района Кунцево Западного административного округа.

## Описание
Проходит между улицами Кунцевская и Ивана Франко.
Нумерация домов начинается от улицы Ивана Франко.

## Происхождение названия
Улица была застроена в составе города Кунцево и тогда называлась улица Дзержинского.
При включении города Кунцево в состав Москвы в 1960 году название было заменено в связи с дублированием тогдашнего названия улицы Большая Лубянка. 11 августа 1962 года улица была переименована в честь Леси Украинки (Лариса Петровна Косач-Квитка) (1871—1913) — украинской поэтессы и общественного деятеля.

## Здания и сооружения
- По нечётной стороне:
- По чётной стороне:

## Транспорт

### Железнодорожный транспорт
- Платформа «Рабочий Посёлок» Смоленского направления Московской железной дороги

### Наземный транспорт
По улице общественный транспорт не ходит.
По соседним улицам (Кунцевская и Ивана Франко) проходят маршруты автобусов:
- № 73 (Метро «Молодёжная» — Метро «Филёвский парк»)
- № 127 (Рублёво — Полоцкая улица)
- № 757 (Метро «Молодёжная» — Платформа Рабочий Посёлок)